# Musica enchiriadis
Música Enchiriadis és un tractat anònim medieval del segle ix, que es caracteritza per recollir els primers indicis de música i teoria polifònica. Sovint, es relaciona aquest tractat amb un altre, anomenat Scolica Enchiriadis, que és un comentari sobre el tractat Música Enchiriadis.

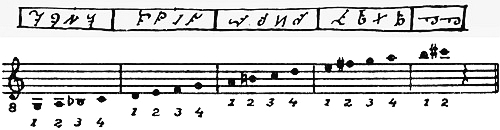
Aquí un fragment del tractat, que està escrit amb notació dasiana. Els símbols que indiquen les notes són invertits depenent del tetracordi. Abaix, està transcrit amb la notació actual.

## Contingut
El tractat Música Enchiriadis és d'una importància significativa per a la història primerenca de la teoria modal i de la polifonia. Apart de la seva importància per tractar el tema polifònic, destaca per recollir una gran varietat de fonts literàries i filosòfiques llatines tardanes, així com de notació. D'aquesta manera, documenta l'entorn intel·lectual i l'estat de la teoria i pràctica musical del Renaixement carolingi. El tractat, en un principi s'havia atribuït a Hucbalde de Saint-Amand, però actualment els teòrics creuen que probablement va ser realitzat per Odó de Cluny.
Està dividit en XIX capítols. Els primers nou tracten temes com per exemple: el cant monofònic, un sistema de notació per a la representació de melodies anomenat notació dasiana, una descripció dels modes medievals, exercicis vocals per a la pràctica de diferents modes (determinats per la col·locació del semitó) i terminologia musical i matemàtica bàsica. Del capítol X al XVIII parla sobre les "simfonies" on hi ha consonancies de 8a, 5a i 4a i el seu ús en cants simultanis, ja sigui en octaves duplicades o en polifonies improvisades (anomenades diafonies o organums). El capítol XII parla de reflexions sobre la combinació dels tons i quins són els que produeixen harmonia i quins no. El capítol XIX també parla sobre reflexions, on hi apareix una interpretació del mite d'Orfeu, que alguns teòrics creuen que podria ser un pròleg perdut del Scolica Enchiriadis.

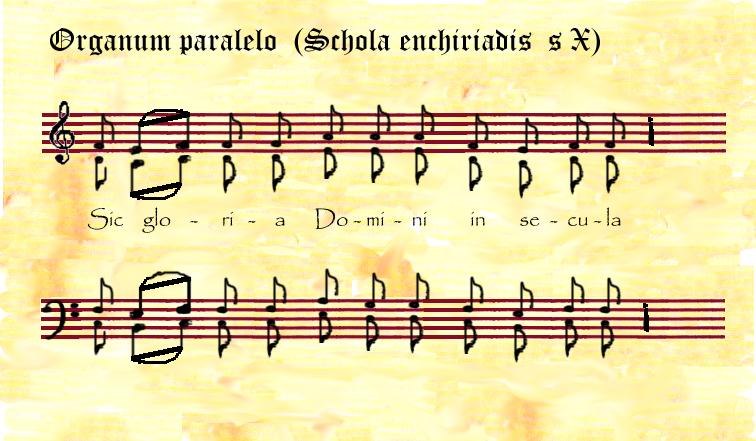
Exemple d'organum del tractat Musica Enchiriadis.

En el tractat és poden veure mètodes que utilitzaven per enriquir la melodia, com per exemple doblant-la amb intervals paral·lels consonants, que ja era una pràctica que es realitzava habitualment abans de l'escriptura del tractat. En el llibre, apareixen els anomenats organums paral·lels. Aquests, es basaven en una melodia de cant pla original, que la feia una veu anomenada "vox principal" mentre que sota aquesta, havia una veu anomenada "vox organal" que feia exactament el mateix moviment però una quinta per sota. En aquella època, les 5es són considerades perfectes i a la vegada hermoses.

## Finalitat Pedagògica
El tractat està escrit en forma de diàleg. La seva finalitat és més aviat pràctica que no teòrica. Durant el tractat, que és com una conversa entre mestre i deixeble,en els diàlegs es presenten preguntes com "Què és música" o "De quina manera". Aquestes preguntes van lligades amb com la música s'ha de plantejar amb la litúrgia i com s'han d'instruir els cantors.

## També es pot veure
- Cant Gregorià
- Escola de Notre Dame
- Música medieval
- Notació musical